# Hubert Rösler (Politiker, 1937)
Hubert Rösler (* 11. November 1937 in Schwiebus; † 20. Februar 2024 in Berlin) war ein deutscher Politiker (CDU). Er war 30 Jahre lang Mitglied des Abgeordnetenhauses von Berlin.
Hubert Rösler studierte nach dem Abitur von 1959 bis 1964 Rechtswissenschaften an der Freien Universität Berlin mit zweitem juristischen Staatsexamen 1968. Anschließend war er ab 1969 als Rechtsanwalt und ab 1979 zusätzlich als Notar tätig.
Rösler trat 1967 in die CDU ein. Von 1967 bis 1971 gehörte er der Bezirksverordnetenversammlung im Bezirk Tempelhof an. Ein Mandat im Abgeordnetenhaus hatte er von 1971 bis 2001 inne. Er war dort langjähriger Vorsitzender des Rechtsausschusses.